# Pirâmide (processamento de imagem)

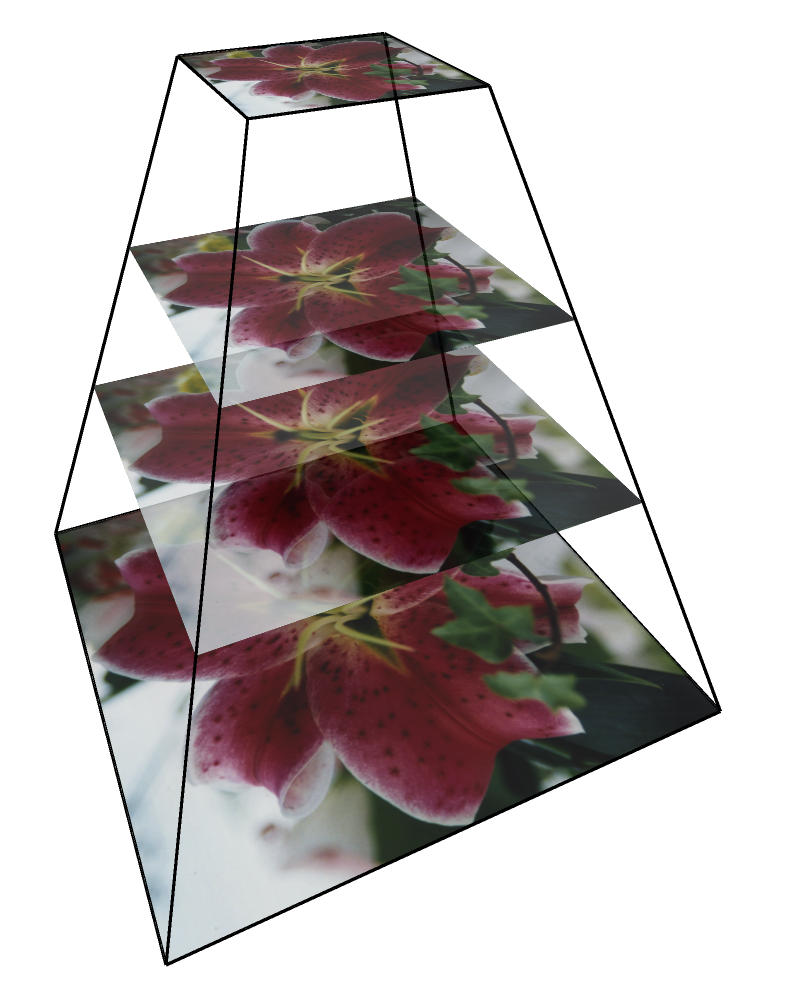
Exemplo de representação em pirâmide

Pirâmide, ou representação em pirâmide, é um tipo de representação de sinal em escala múltipla desenvolvida pelas comunidades de visão por computador, processamento de imagem e processamento de sinal, na qual um sinal ou uma imagem está sujeita a suavização e subamostragem repetidas.

## Geração de pirâmide
Existem dois tipos principais de pirâmides: passa baixo e passa faixa. Uma pirâmide passa-baixa é feita suavizando a imagem com um filtro de suavização apropriado e subamostrando a imagem suavizada, geralmente por um fator de 2 ao longo de cada direção de coordenada.

## Geração em pirâmide em Kernel
Uma variedade de diferentes Kernels de suavização foi proposta para gerar pirâmides. Entre as sugestões apresentadas, os núcleos binomiais decorrentes dos coeficientes binomiais destacam-se como uma classe particularmente útil e teoricamente bem fundamentada.